# Григорије (Ираклијев војсковођа)
Григорије (лат. Gregorius), био је византијски заповедник јерменског порекла који је живео у 7. веку, који је службовао за време цара Ираклија у периоду (610–641. год. н. е.). Према летопису из 1234. године, он је био један од војсковођа које су предводиле византијску војску у бици код Јармука 20. августа 636. године. Његово име наводи се поред имена Кнтриса (Qntris) и Ардегуна. Сва три имена помињу се само у овом извору, и могуће је да су њихова имена искварене верзије имена генерала која се спомињу у византијским и муслиманским изворима, то јест следећих имена: Теодор Тритирије, Банес, Никита Пресијанац и Џабала